# Pusztakalán
Pusztakalán (románul: Călan, németül: Kalan vagy Klandorf) város Romániában, Erdélyben, Hunyad megyében.

## Nevének eredete
Neve valószínűleg személynévi eredetű és talán a Bár–Kalán nemzetséggel áll kapcsolatban. Első említése: Alsokalantelek és Chalanteluch (1387). Formája miatt románul a római fürdőt nevezik 'kanál'-nak (Lingura).

## Fekvése
A Sztrigy két partján, Piskitől 18 km-re délre, Vajdahunyadtól légvonalban 9 km-re délkeletre, 230 méteres tengerszint feletti magasságban fekszik. Két, egymással össze nem épült nagyobb részből áll: egyrészt a főút és a vasút között fekvő, kertes házas óvárosból, másrészt a Sztrigy jobb partjára épült, főként lakótelepből álló és Sztrigyszentgyörggyel összeépült újvárosból. A kettőt szántóföld választja el egymástól, illetve autó- és kerékpárút köti össze őket.

## Lakossága
- 1850-ben mindössze 165, ortodox vallású román lakosa volt.
- 1910-ben 1024 lakosából 620 volt magyar, 228 román és 159 német anyanyelvű; 713 római katolikus, 261 ortodox és 94 református vallású. Ebből a vasgyártelep népessége 786 (575 magyar, 145 német és 53 román).
- 2002-ben 9359 lakosából 8539 volt román, 600 magyar és 155 német nemzetiségű; 7604 ortodox, 842 római katolikus, 498 pünkösdista és 143 református vallású. Jelentős magyar (bukovinai székely) lakosság él a városhoz tartozó Sztrigyszentgyörgyön is.

## Története
A középkorban és a kora újkorban Alsó- és Felsőkalántelek Déva, majd Vajdahunyad várához tartozó román falvak voltak Hunyad vármegyében.
A vaskohászat 1853-ban kezdődött, egy kisebb kohó megépítésével. A Brassói Bánya és Kohómű Rt. 1867 és 1875 között belga mérnökök és munkások közreműködésével két nagyolvasztót épített. Ezek mellé munkástelepet hoztak létre, ahová bánsági sváb, majd magyar munkásokat költöztettek be. 1881-ben hengermű, 1887-ben öntöde és gépműhely kezdte meg a termelést. A munkások száma az 1885-öt követő években megkétszereződött.
1896-ban egy 380 m³-es, koksztüzelésű magaskohót állítottak munkába. 1898-ban megalapították a Kaláni Bánya és Kohómű Rt.-t, amelyet 1906-ban a Rimamurány–Salgótarjáni Vasmű vásárolt meg.
Az 1950-es évek elején továbbfejlesztették a vasművet, de a munkások elhelyezéséről alig gondoskodtak. Többségük vagy a környező falvakban bérelt szobát, vagy a gyár szomszédságában improvizált barakkokban lakott. 1958-ban kezdték a tizenegyezer lakosra tervezett új városrész építését a Sztrigy túlpartján. 1960 és 64 között 922 lakást adtak át, kezdetben rossz minőségben, vízszolgáltatás és fűtés nélkül. Újkalánba helyezték át a közigazgatási funkciókat is. 1961-ben a település városi rangot kapott.
1992-ben a gyár 7000 munkásából 6000-et elbocsátottak. Mára az üzem ócskavasteleppé változott. 1998-ban a munkaképes lakosság foglalkoztatottsága mindössze 26%-os volt.

## Látnivalók
- Kalánfürdő (Călan-Băi) első medencéjét a rómaiak ásták (Ad Aquas). Ez a négy méter mély, hét méter széles, mésztufába vágott medence ma is látható. A modern korban fúrt forrásokból 27–29 °C-os, nátrium-szulfát-, kalcium- és magnéziumtartalmú gyógyvíz tör föl. A vasmű korábbi koromszennyezése miatt a fürdőt nem tartották karban, állapota leromlott. Öt medencéje közül az egyik fedett.
- A gyár egyes épületei (a levéltár, a munkásotthon és a vendégház) még 1874-ben épültek.
- A város református temploma 1895-ben, a neogótikus római katolikus templom 1902-ben épült.

## Híres emberek
- Itt született 1887. április 24-én Orbán Antal szobrászművész.

## Képek

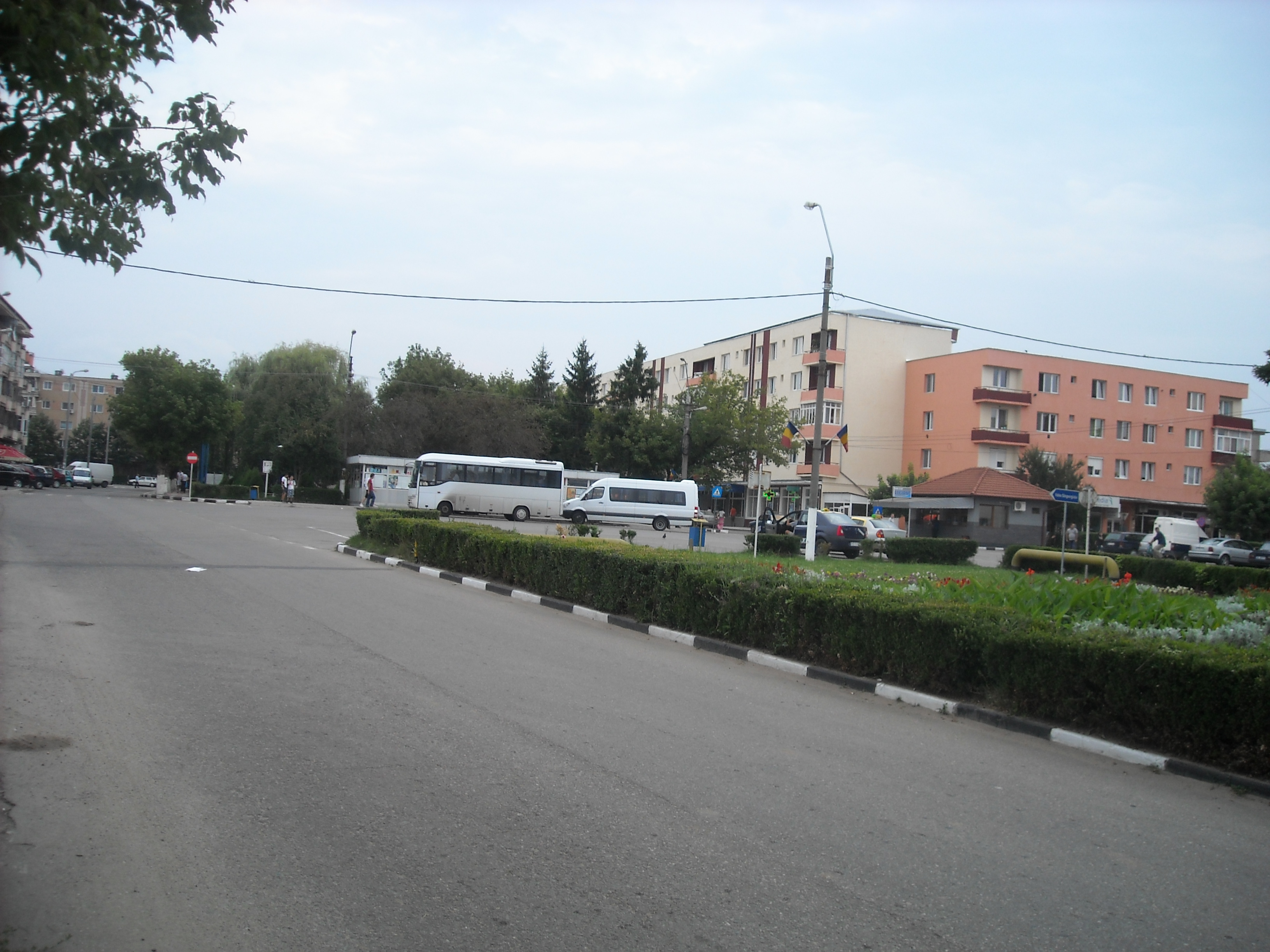
Az újvárosi rész központja
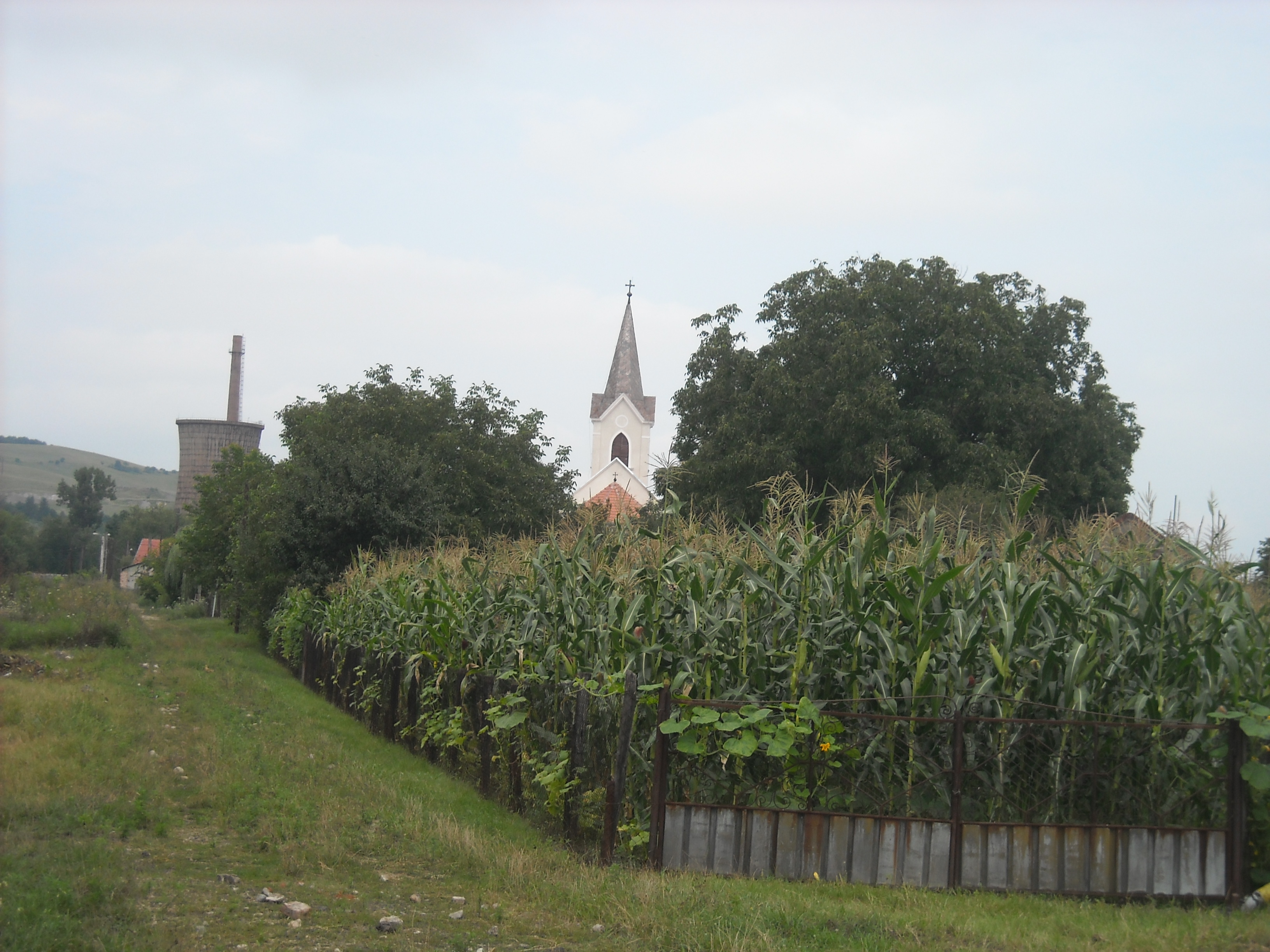
A római katolikus templom az Óvárosban, háttérben a vasművel
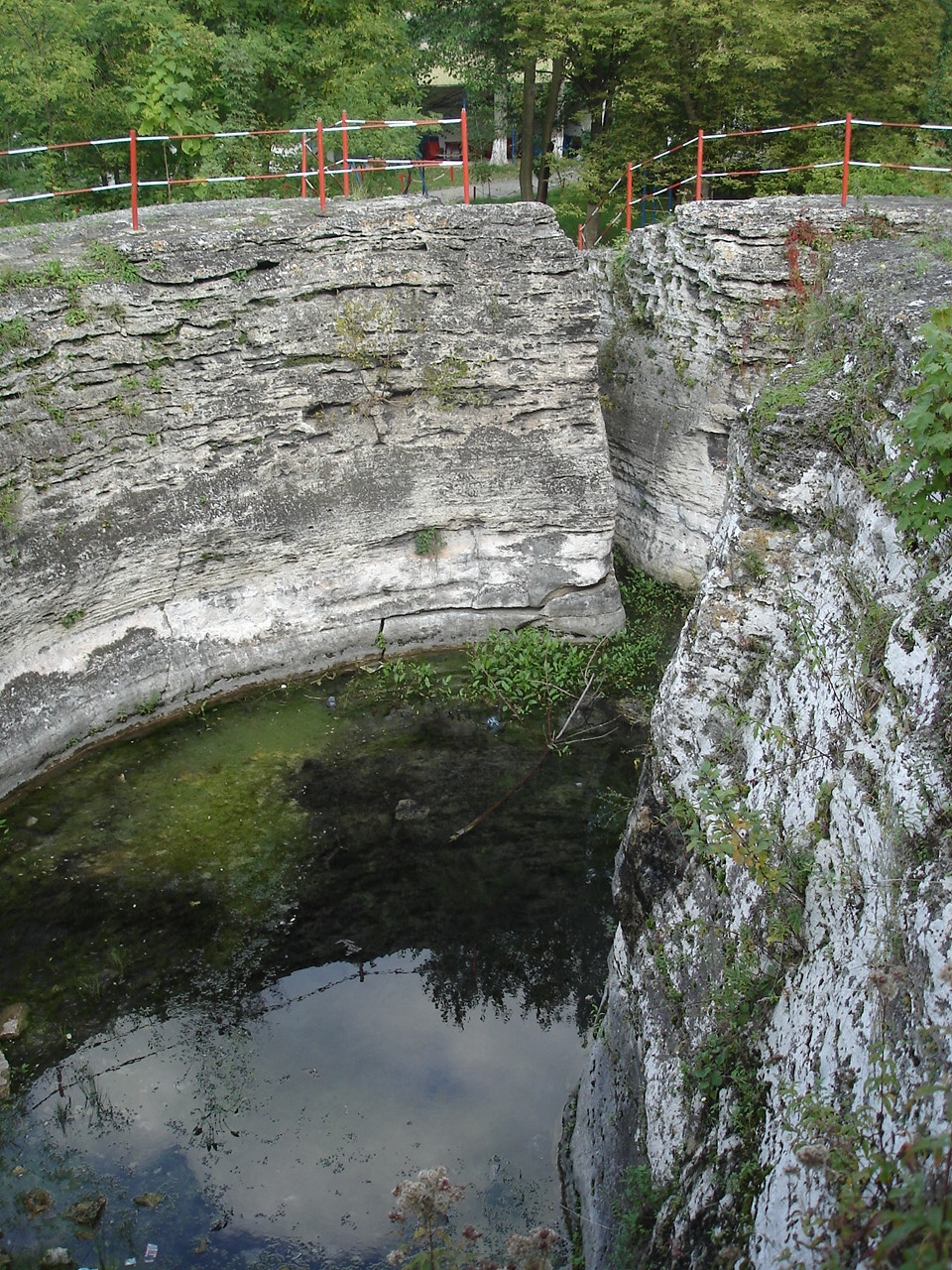
A római fürdő
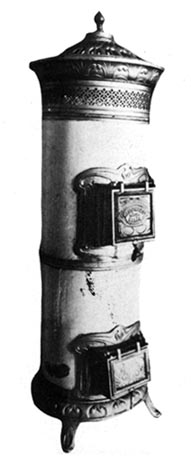
A 19–20. század fordulóján készült vaskályha
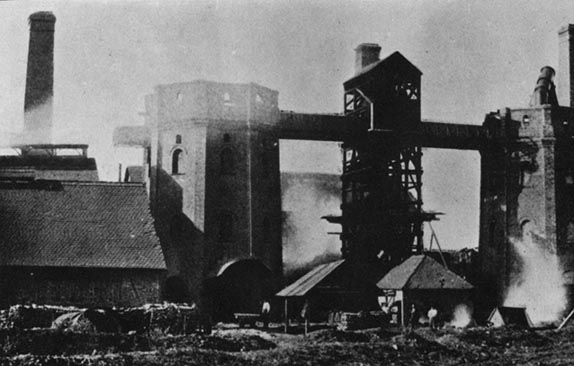
A vaskohó 1896-ban